# Dahlia (album)
Pour les articles homonymes, voir Dahlia (homonymie).
Albums de X Japan
Art of Life
(1993)
Dahlia est le 5e album du groupe japonais X Japan, sorti le 4 novembre 1996.
Prolongeant les recherches musicales du groupe, Dahlia est leur dernier album avant la séparation. Partagé entre ballades et chansons rock, l'ensemble se montre beaucoup plus romantique qu'auparavant. Le son y est plus moderne et fait preuve d'une grande recherche du point de vue sonore, les compositions rock font aussi preuve de plus de complexité.
L'album est le fruit d'une longue gestation, qui aura été repoussé de nombreuses fois, notamment en raison des problèmes médicaux de Yoshiki. On peut constater de grandes améliorations sur les morceaux lorsque l'on écoute leurs premières versions notamment lors des concerts au Tokyo Dome fin 1993 et fin 1994. Des chansons telles que Scars apparaissent beaucoup plus travaillées dans l'album achevé, avec un accent mis sur les expérimentations sonores. On notera également la présence sur l'album de Drain, composition d'hide qui se trouve aussi sous le titre What's Up Mr. Jones? dans l'album 3.2.1 auquel il collabora avec Zilch. En effet, hide s'est toujours montré très intéressé par la technologie et par les recherches sonores. Ainsi, on retrouve des traces dans Dahlia de ses expérimentations faite dans ses deux premiers albums solos Hide Your Face et Psyence.

## Réception critique
L'album est couvert dans l'ouvrage Visual Rock Perfect Disc Guide 500, paru en 2013 et produit par un collectif de dix auteurs avec l'intention de lister les 500 albums qui ont marqué l'histoire du genre.

## Liste des pistes
1. Dahlia, Yoshiki - 7 min 55 s
2. Scars, Hide - 5 min 08 s
3. Longing ~Togireta Melody~ (Longing ～跡切れた Melody～) Yoshiki - 7 min 42 s
4. Rusty Nail, Yoshiki - 5 min 27 s
5. White Poem I, Yoshiki - 3 min 16 s
6. Crucify My Love, Yoshiki - 4 min 30 s
7. Tears, Yoshiki - 10 min 30 s
8. Wriggle, Heath, Pata - 1 min 24 s
9. Drain, Hide, Toshi Hide - 3 min 22 s
10. Forever Love (Acoustic Version), Yoshiki - 7 min 54 s

Art of Life (Special Release, only Japan, only live in concert), Yoshiki - 69 min 52 s